# 羅馬人的慈悲

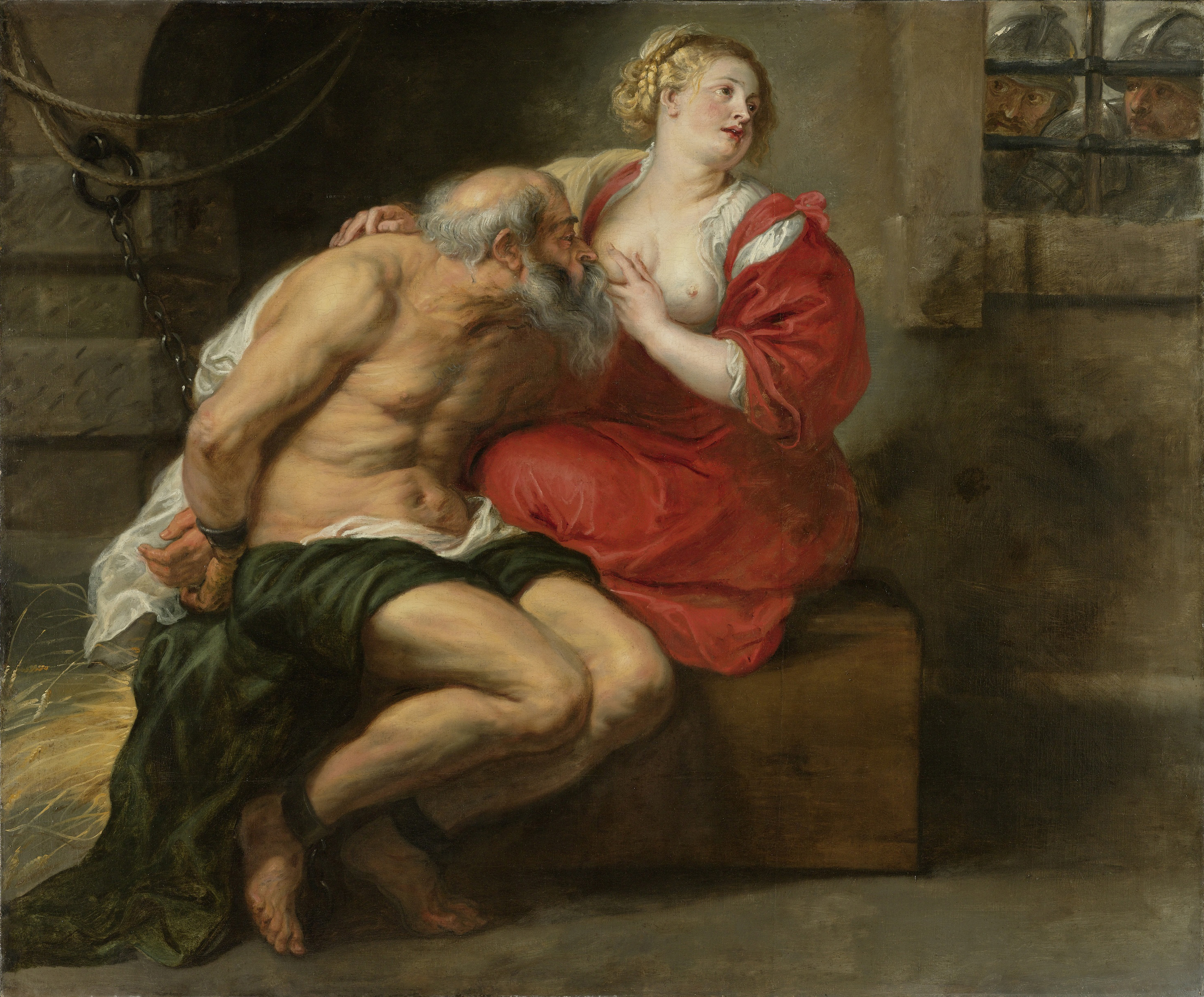
彼得·保罗·鲁本斯（Peter Paul Rubens）-《西蒙和佩罗》（c.1625）

羅馬人的慈悲（拉丁語：Caritas romana），是有關女性的勸喻性故事，讲述了女子佩罗在其父亲西蒙被监禁并被判处死刑后，秘密地用人乳餵養父親的故事。 

## 历史

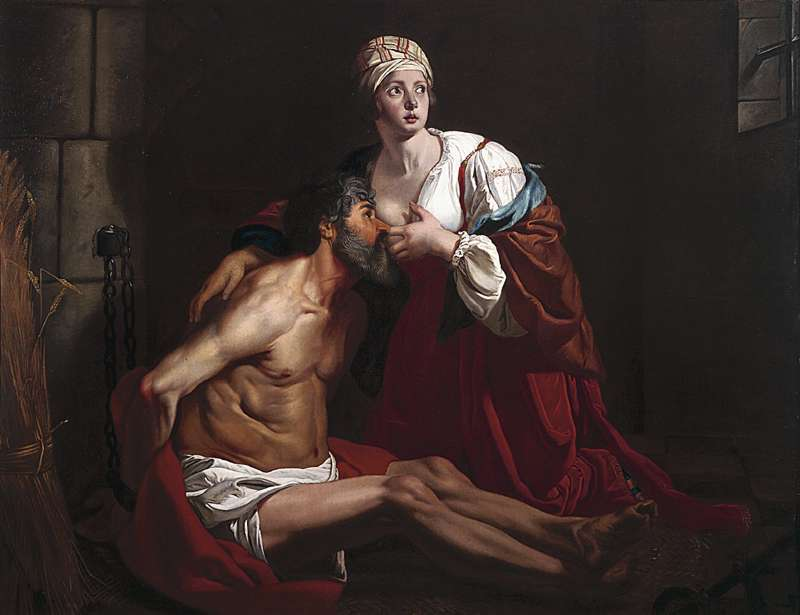
羅馬人的慈悲 (德·克雷耶1645年作品)（Caritas Romana） ，加斯帕·德·克雷耶（Gaspar de Crayer）（约1645年）

这个故事記錄在古罗马历史学家瓦莱里乌斯·马克西姆斯所著的《善言懿行录》中，是虔敬和羅馬榮譽的表現。皮耶塔斯神廟裡也有此一主題的畫。此外，在龐貝城出土一世紀的壁畫和紅土雕像也有佩罗和西蒙的主題，因此此一主題的藝術品在當時很常見，不過很難說這些藝術品是在马克西姆斯的《善言懿行录》之前還是之後。在羅馬人當中，此一事件對應在伊特鲁里亚神话中茱諾用人乳餵養成年的赫丘利的神話故事
羅馬歷史學家瓦莱里乌斯·马克西姆斯曾記錄一個和此事件幾乎一樣的故事，後來普林尼长老（公元23–79年）也曾重述：一個監禁的平民婦女被她女兒的人乳餵養。向司法當局回報此事後，婦女被釋放了。當時獄卒有猶豫一下，懷疑自己看到的是「違背本性」（女同性戀）的舉動，不過他後來的結論，認為這是天性下的第一反應，也就是愛自己的父母。

## 艺术作品的主題

### 德国和意大利的早期作品

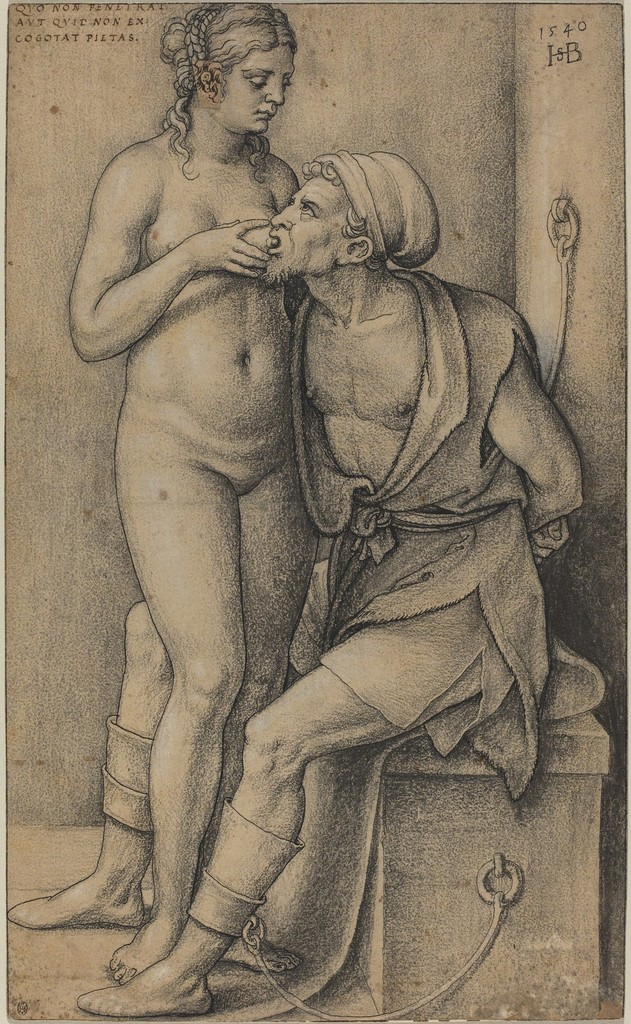
塞巴尔德·贝哈姆（1540年）

針對此一主題，有出現以父女為主角以及以母女為主角的藝術品，最後是以父女為主角的比較受歡迎。現代最早期描繪西蒙和佩羅的作品是在1525年左右，分別在德国南部和意大利北部出现，創作使用的媒介很多，包括在各种媒体上出现，包括铜牌、壁画、雕刻、绘画、油画、陶瓷、镶嵌木饰和雕像。

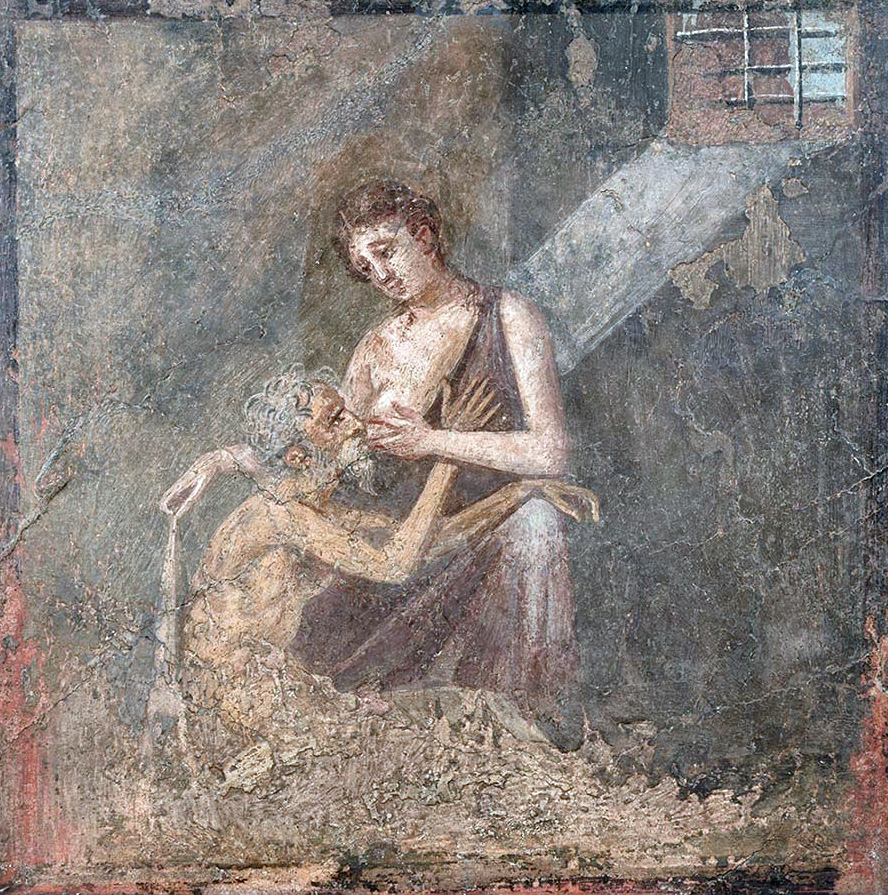
庞贝壁画

德國的巴特尔·贝哈姆（1502–40）和塞巴尔德·贝哈姆（1500–50）兄弟以此為主題，創作了六幅畫。巴特尔的第一幅畫是在1525年，會聯想到他因為被人指控是無神論而短暫入獄的事件。塞巴尔德在1544年重新發行這幅畫，上面有二句話表示父親的名字（Czinmon）以及此行動的意義（我靠我女兒的乳房才能生存。）。塞巴尔德在1526年和1530年曾二度繪製此主題的作品，1540年又再繪製一次。1540年的版本比贝哈姆兄弟其他的畫（約40 x 25 cm）大上十倍，是公開的情色作品。西蒙的手綁在背後，他的背、肩膀和下半身被一塊類似外套的布蓋住，但他露出了胸脯以及乳頭。佩羅站在西蒙的兩膝之間，全裸，頭髮放下，下體的毛已刮過。她用左側的乳房餵養西蒙。
之後十六世紀德國的藝術家也開始在油畫中描繪此一主題，選擇經典的半長格式，畫出佩羅和古代女英雄之間的類比關係，佩羅也被列在「強大的女性」中，類似卢克丽霞、狄多、克娄巴特拉七世、友弟德传、莎乐美和大利拉。這類作品的例子包括格奥尔格·彭茨1538年的畫，埃尔哈德·施韦策（Erhard Schwetzer）同一年的作品。彭茨在1546年的作品（目存放在斯德哥尔摩）。
早在1523年時，義大利的油畫中也有類似主題的作品。公證處在公證過世的彼得罗·卢纳（Pietro Luna）財產時，有提到「一幅镀金画框中的大画布，画中有位餵養老人的妇女。」。另外一幅畫也正確的識別為「女兒餵養她的父親」，是公證員在公證微型畫家加斯帕罗·塞吉齐的庄园時列出的。不過這些畫後來沒有留下來。

### 卡拉瓦乔和鲁本斯的影响

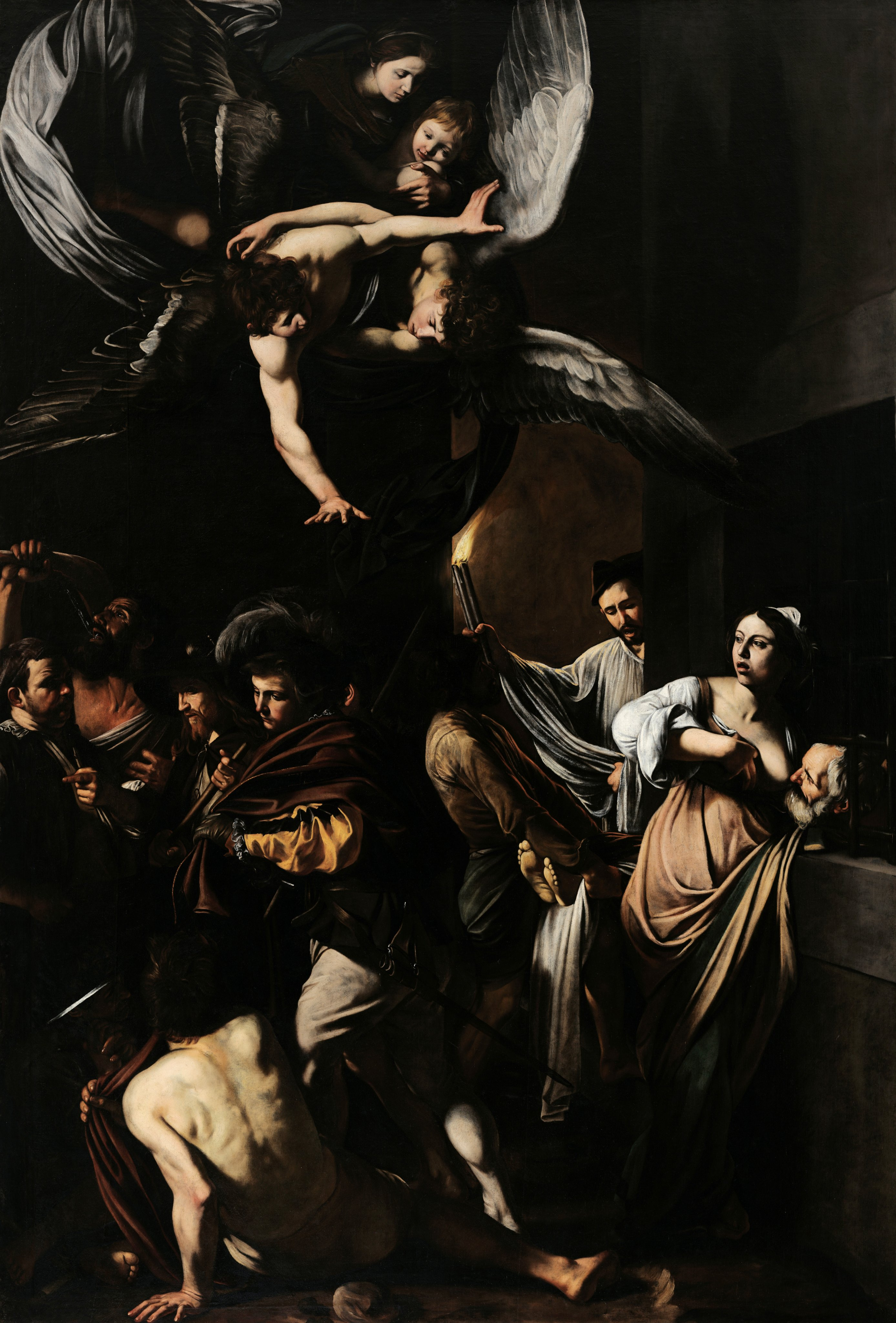
卡拉瓦乔， 《慈悲的七幕》 ，c。 1606

巴洛克前期艺术家卡拉瓦乔受那不勒斯仁慈山教堂協會的委託，在祭坛作品《七件善事》中加入此一情節。关于卡拉瓦乔畫在畫中的肖像，可能受到畫家佩里诺·德尔瓦加的启发，卡拉瓦乔在1605年留在热那亚期间曾看过佩里诺的罗马慈善壁画。继卡拉瓦乔的祭坛之后，羅馬人的慈悲绘画的热潮從1610-12年開始，并传遍意大利、法国、荷兰南部和乌得勒支，甚至吸引了西班牙画家如胡塞佩·德·里貝拉和后来的巴托洛梅·埃斯特班·穆里罗。鉴于1610年之前没有這類的绘画，卡拉瓦乔的祭坛畫激发了一股持续两个世纪的时尚。尽管如此，這個受到許多卡拉瓦喬主義者所青睐的主题，在历史上一直被忽视。乌得勒支卡拉瓦格主义、赫拉德·范洪特霍斯特和亚伯拉罕·布隆梅特都画了相同主題的畫，曼弗雷迪（Manfredi）也是如此。此外，有九幅《羅馬人的慈悲》主題的畫似乎是由當代著名的畫家圭多·雷尼（1575-1625年）和其工作室所繪製的。
彼得·保罗·鲁本斯和他的追随者们至少画了三个版本。鲁本的追随者多半是复制鲁本1630年的版本（目前收藏在阿姆斯特丹），但他們的畫中，在女子佩羅的脚旁有一個熟睡的小孩，這個细节在原来的传说没有提到。这一元素是在17世纪時開始引入畫中的，目的是避免人们用亂倫的角色來解释这种故事——尽管之前的畫中也隐含著幼兒的存在，因为妇女是在哺乳期間。同时，婴儿的加入为故事增添了新的意义，因为三个人物代表三代的人，因此也可以被解释为人类三个時期的隱喻。在许多绘画和版画版本的《羅馬人的慈悲》中，會包括一个婴儿或学龄前儿童（也许在波辛的《曼娜的聚会》中的男孩也是類似的脉絡），這些畫家包括尼科洛·托尔尼奥利（1598-1651年）、切科·布拉沃（1607–61年）、老阿图斯·奎利努斯（1609–1668年）、路易·布洛涅（1609–74年）、让·科尔尼（1650-1710年）、约翰·卡尔·洛特（1632-98年）、卡罗·西格纳尼（1628-1719年）、阿德里安·范德韦夫（1659-1722年）、格雷戈里奥·拉扎里尼（1657-1730年）、弗朗切斯科·米格里奥里（1684-1734年）、和約翰·彼得·韋伯（1737-1804年）。
比利時根特钟楼的小型附樓，年代至少在可以追溯到1741年，在在前门上方有一個此一主題的雕塑，稱為mammelokker，是荷兰语中「吸奶者」的意義。

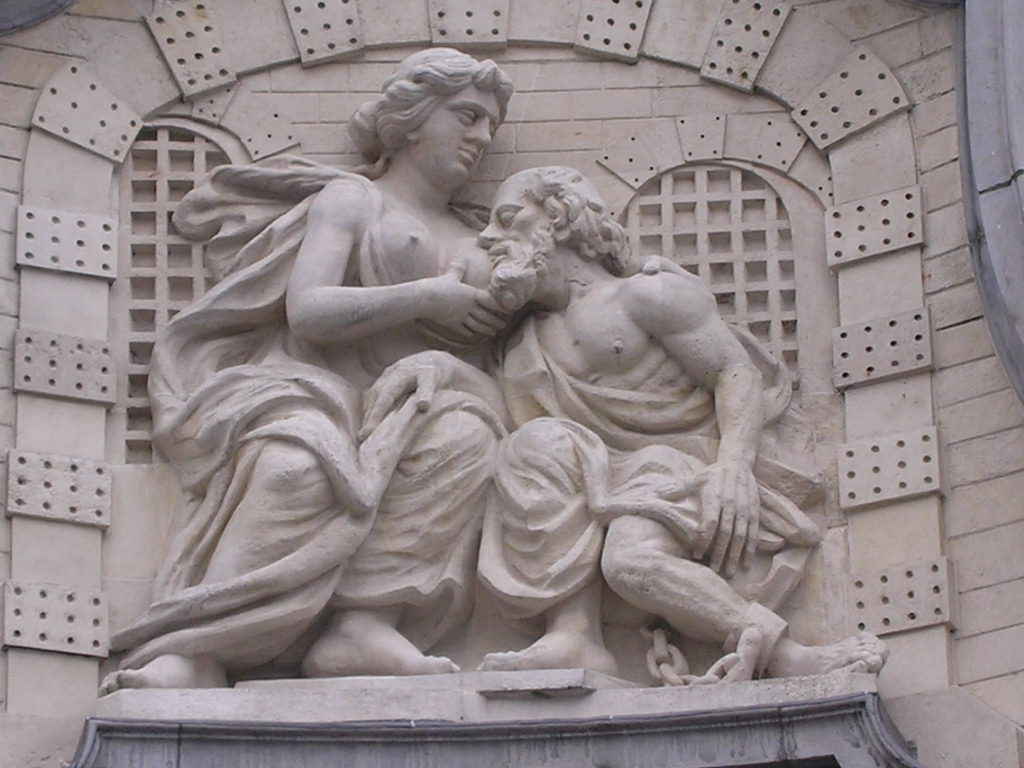
Mammelokker，根特钟楼

## 现代文化影响
20世纪，約翰·史坦貝克的小說《愤怒的葡萄》（1939年）中有類似羅馬人的慈悲的內容，在小说的结尾，玫瑰香（莎伦的玫瑰）在谷仓的角落餵養一個又病和又饿的人。1969年由迈·丹齐格绘制的《游擊隊民謠》中也有相呼应的內容。
1973 年的超现实主义电影《幸運的人》中也有類似羅馬人的慈悲的情節。主角挨饿時，牧师的妻子用人乳餵養他，而不是让他搶為了獻祭而預備的食物。

## 艺术家的描绘

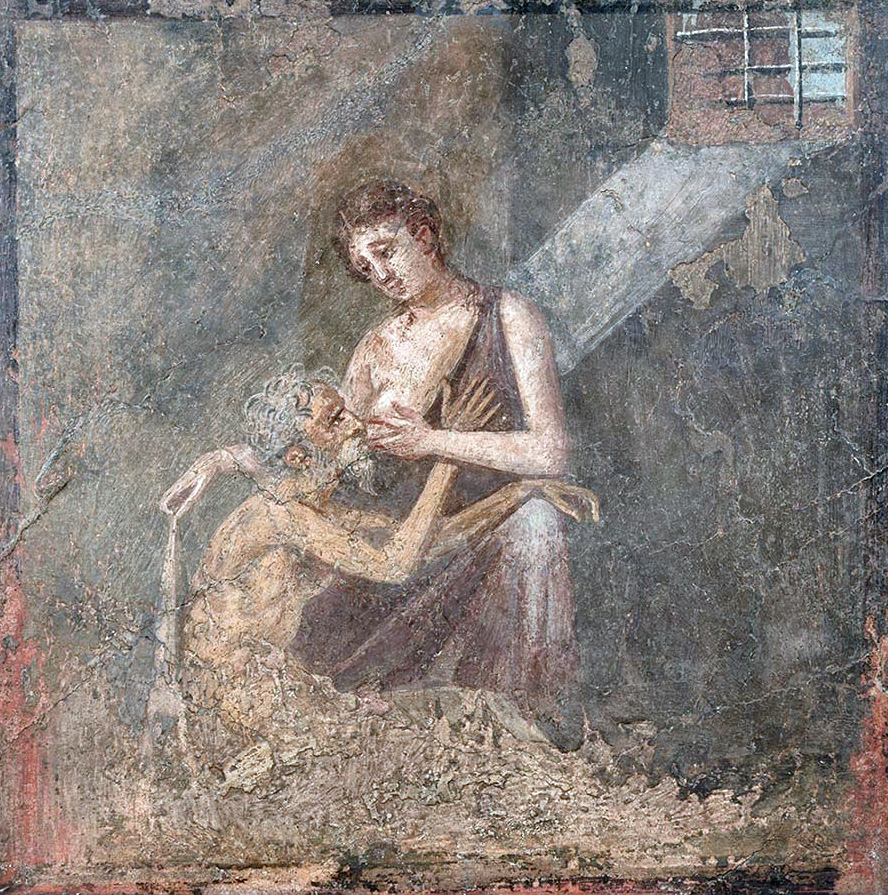
庞贝的濕壁畫 畫家不明 西元第一世紀中
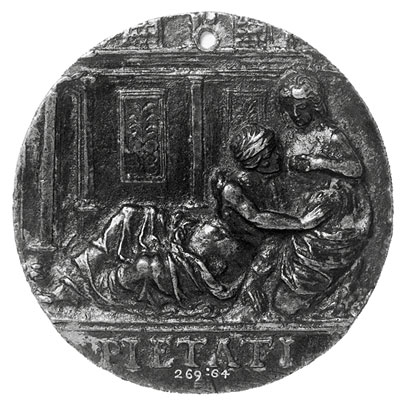
畫家不明 （約1500年–1520年）
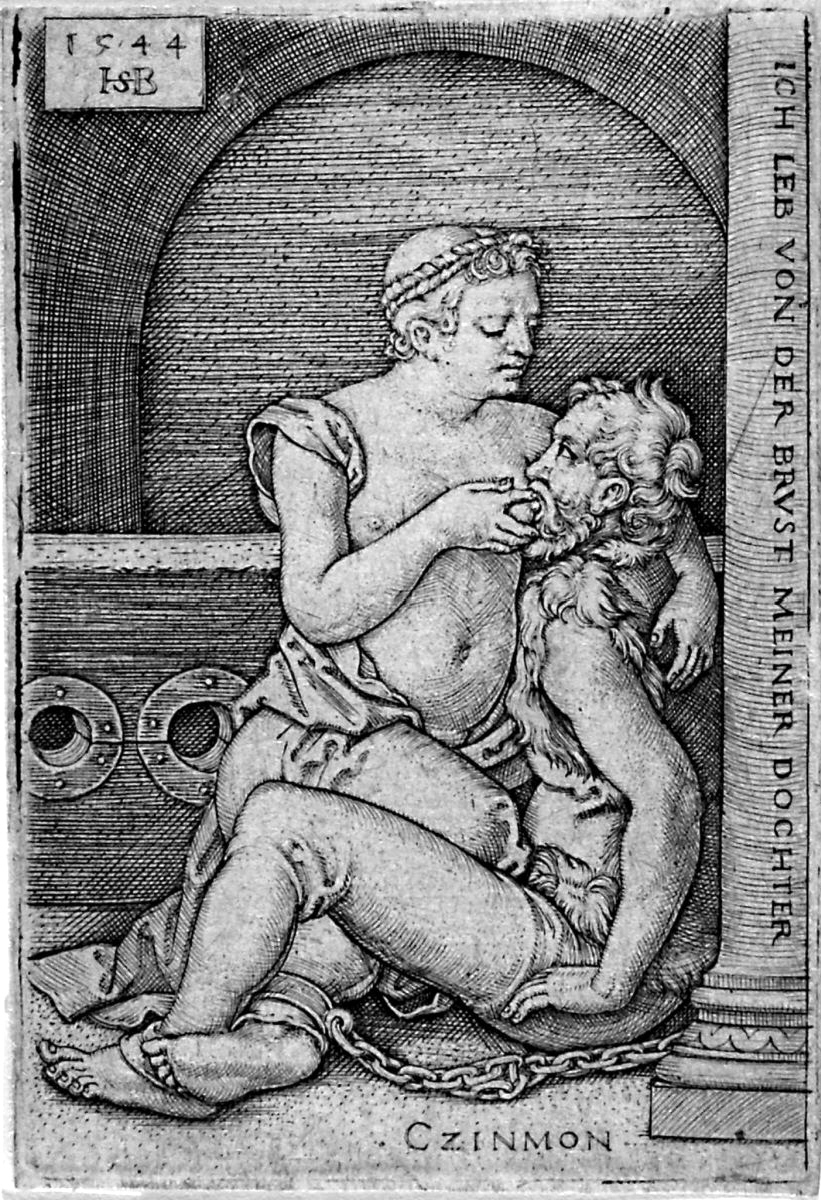
漢斯·塞巴爾德·貝哈姆（英语：Hans Sebald Beham） （1544年）
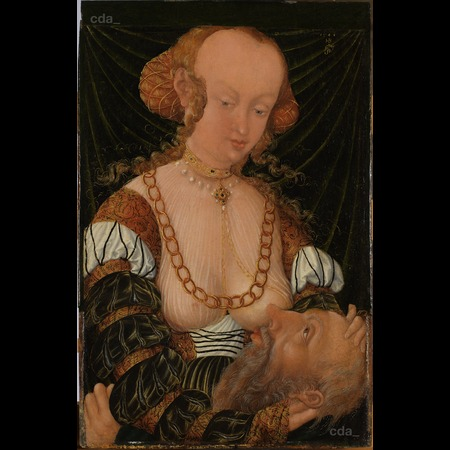
Master with the Griffin's Head （約1546年）
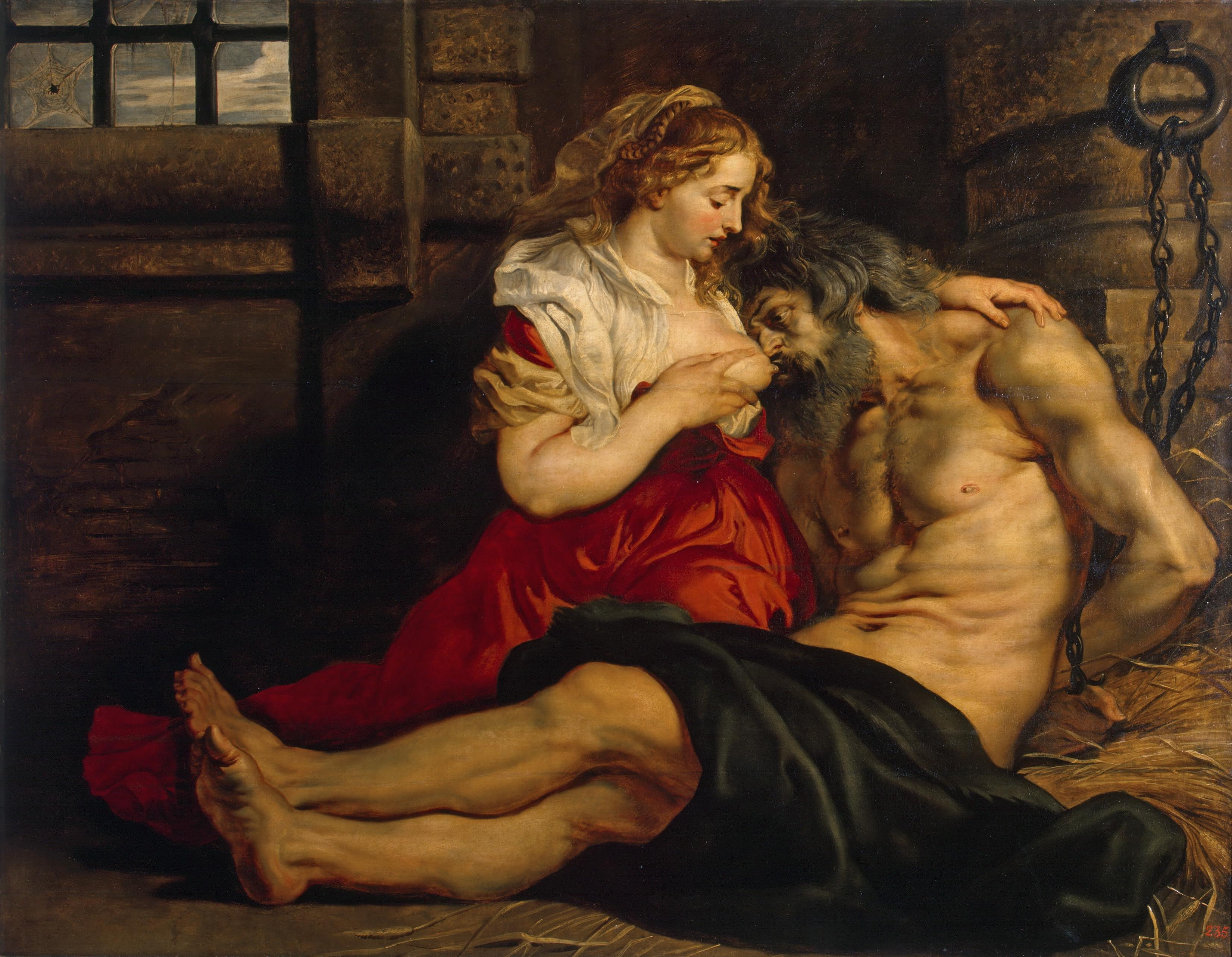
彼得·保罗·鲁本斯 （約1612年）
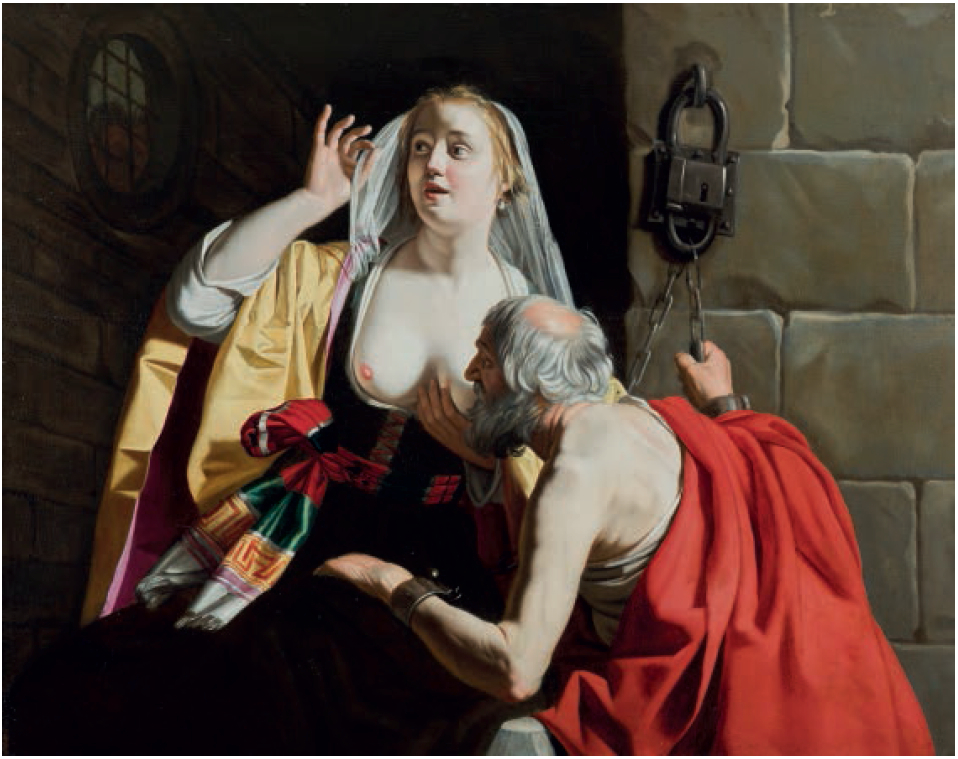
揚·揚森斯（英语：Jan Janssens） （1620年–25年）
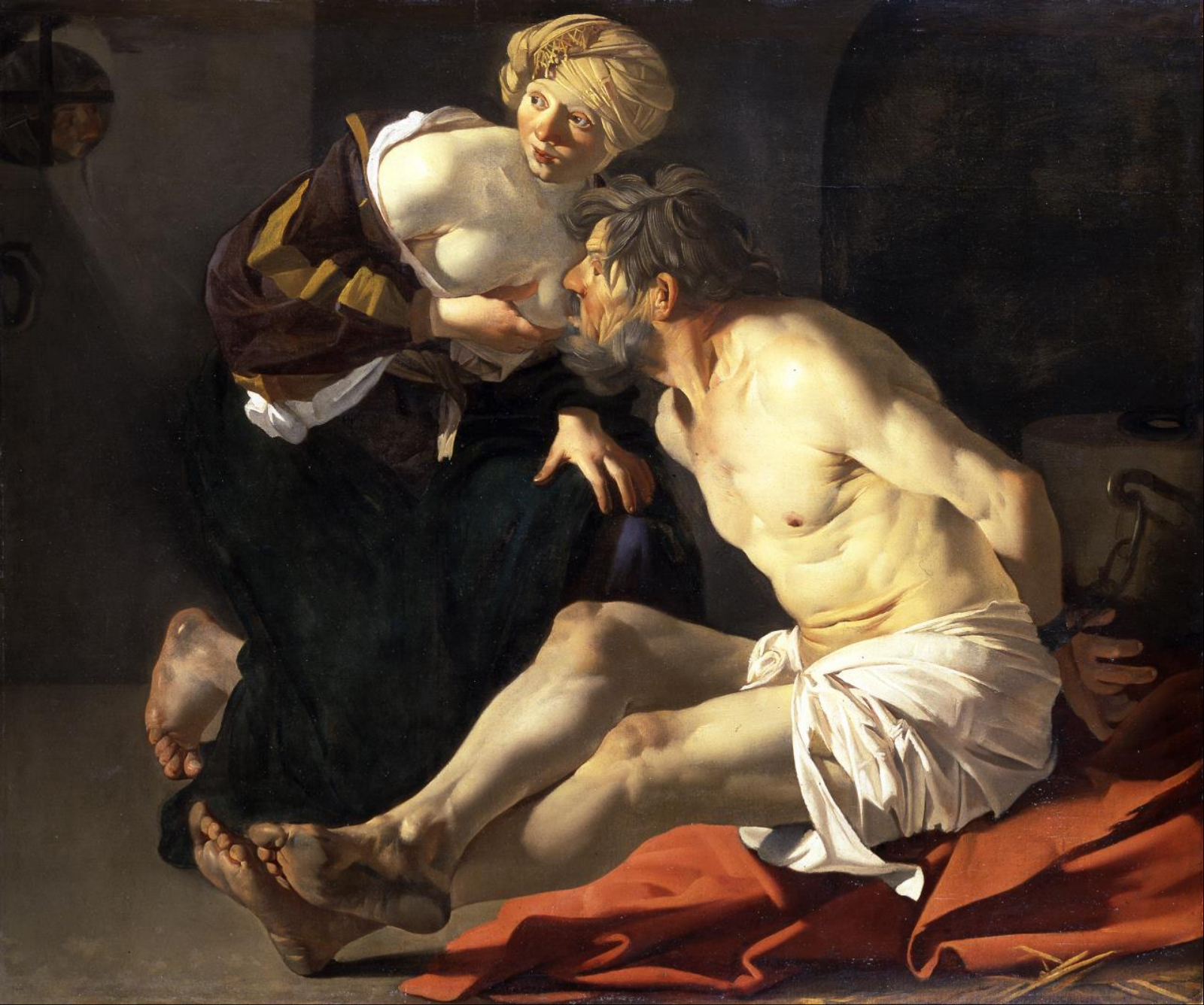
迪爾克·范巴比倫（英语：Dirck Van Baburen） （約1623年）
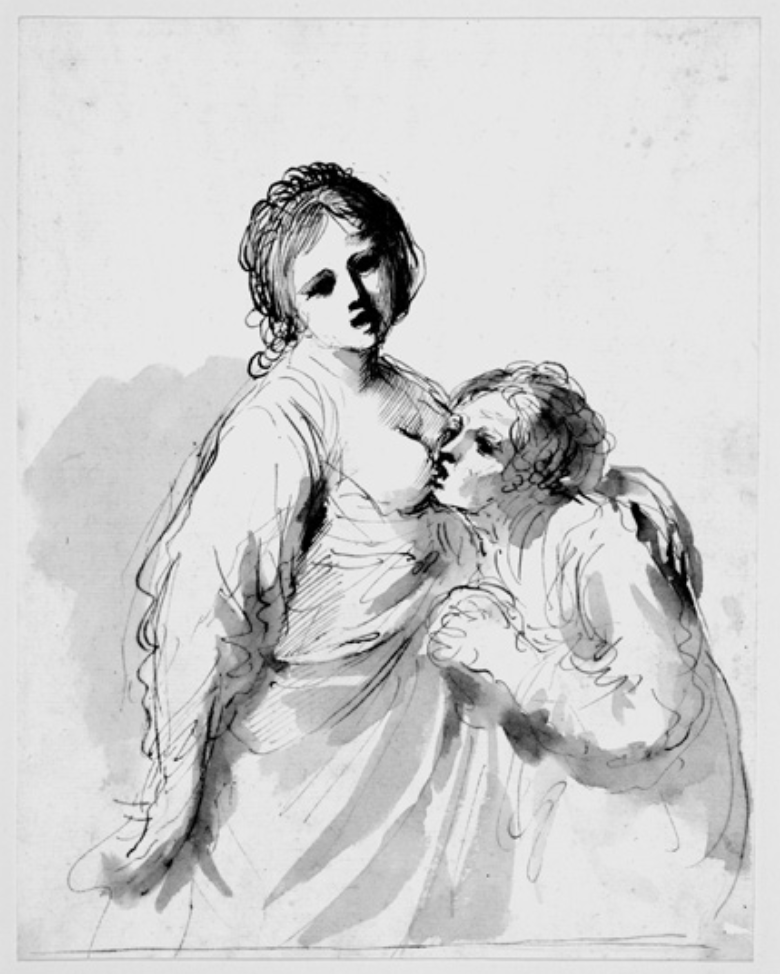
圭尔奇诺 （1661年前）
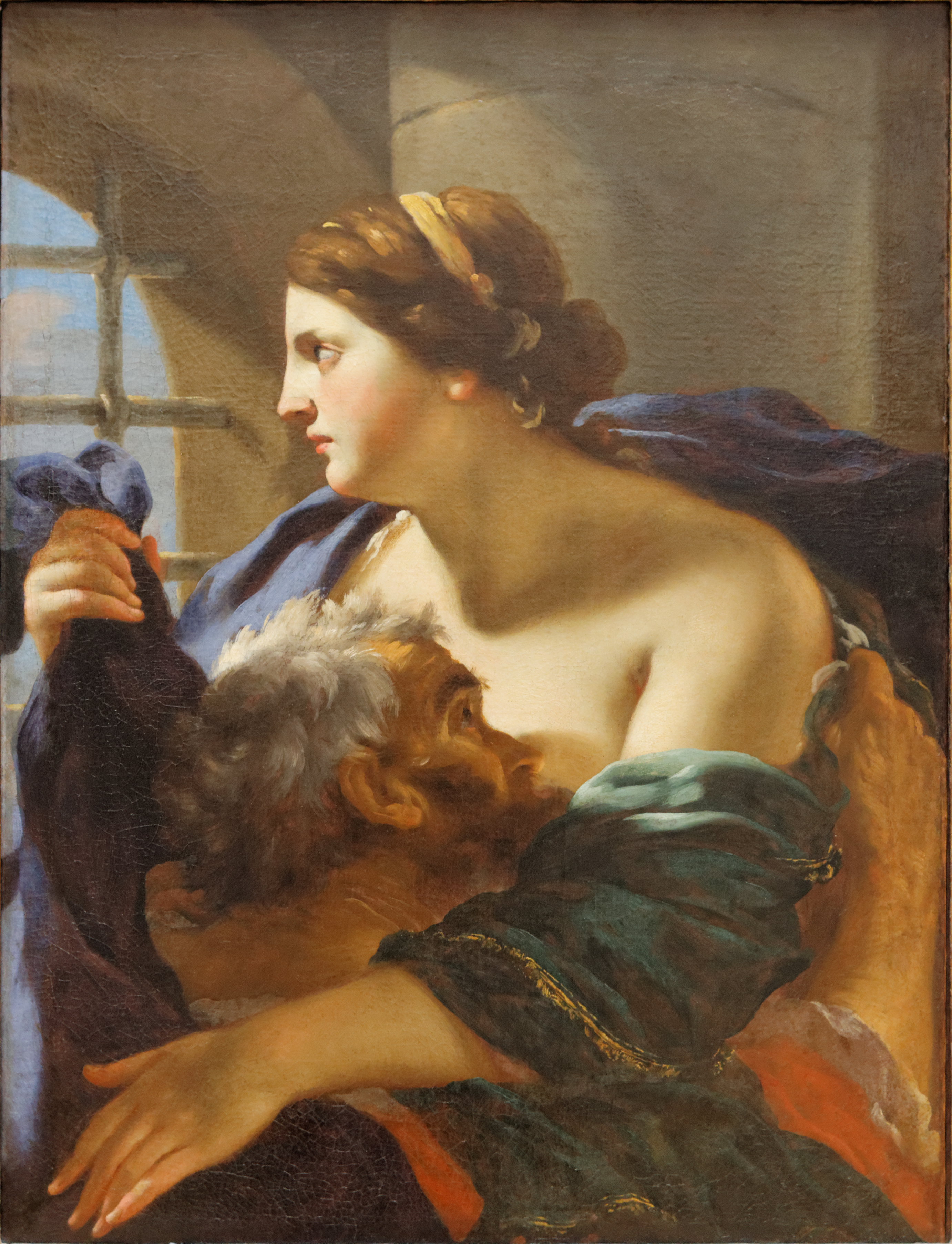
夏爾·梅蘭（英语：Charles Mellin） （約1628年）
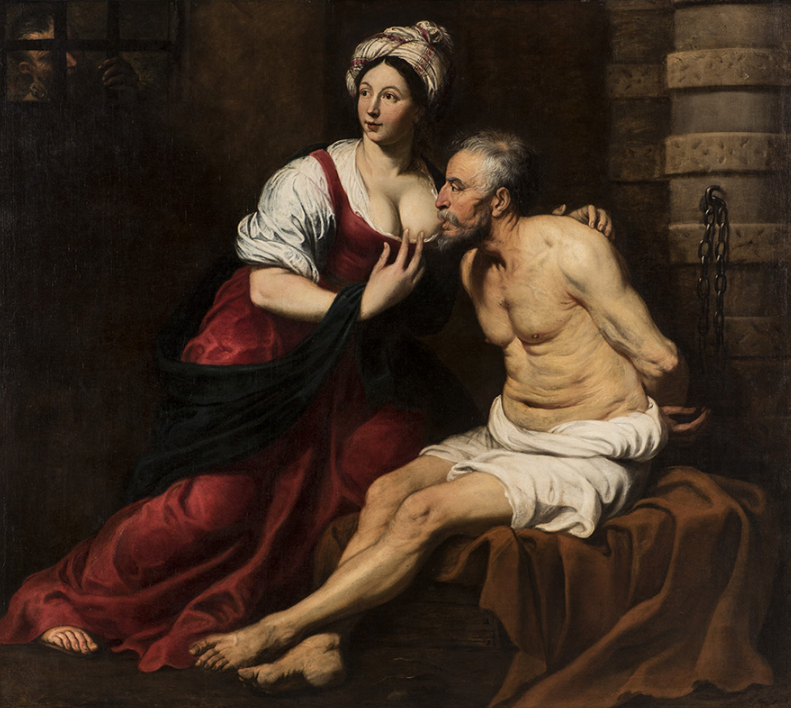
彼得·范莫爾（英语：Pieter van Mol） （約1640年）
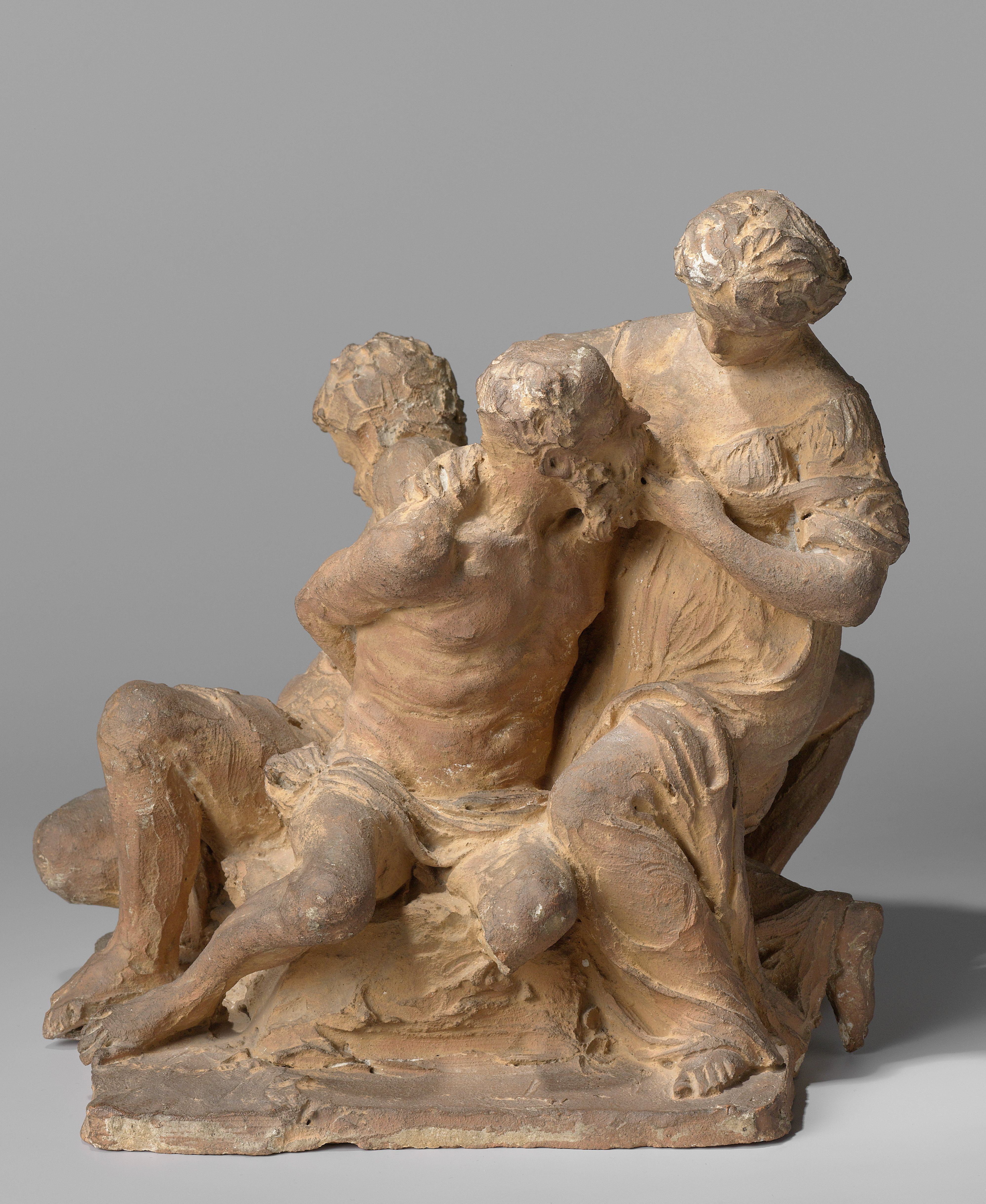
老阿图斯·奎利努斯（英语：Artus Quellinus the Elder） （約1652年）
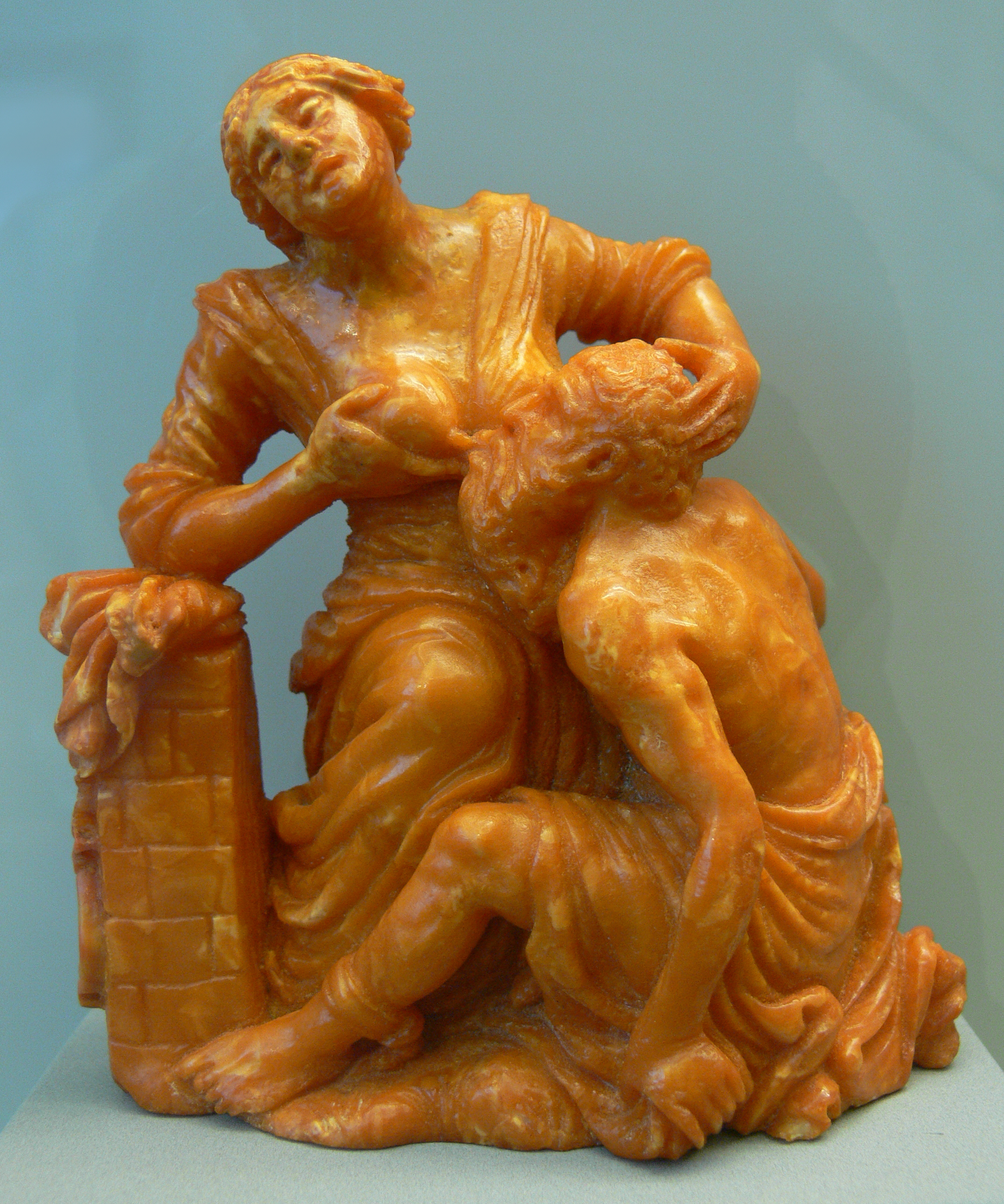
克里斯托夫·毛赫尔（德语：Christoph Maucher） （琥珀材質，1690年）
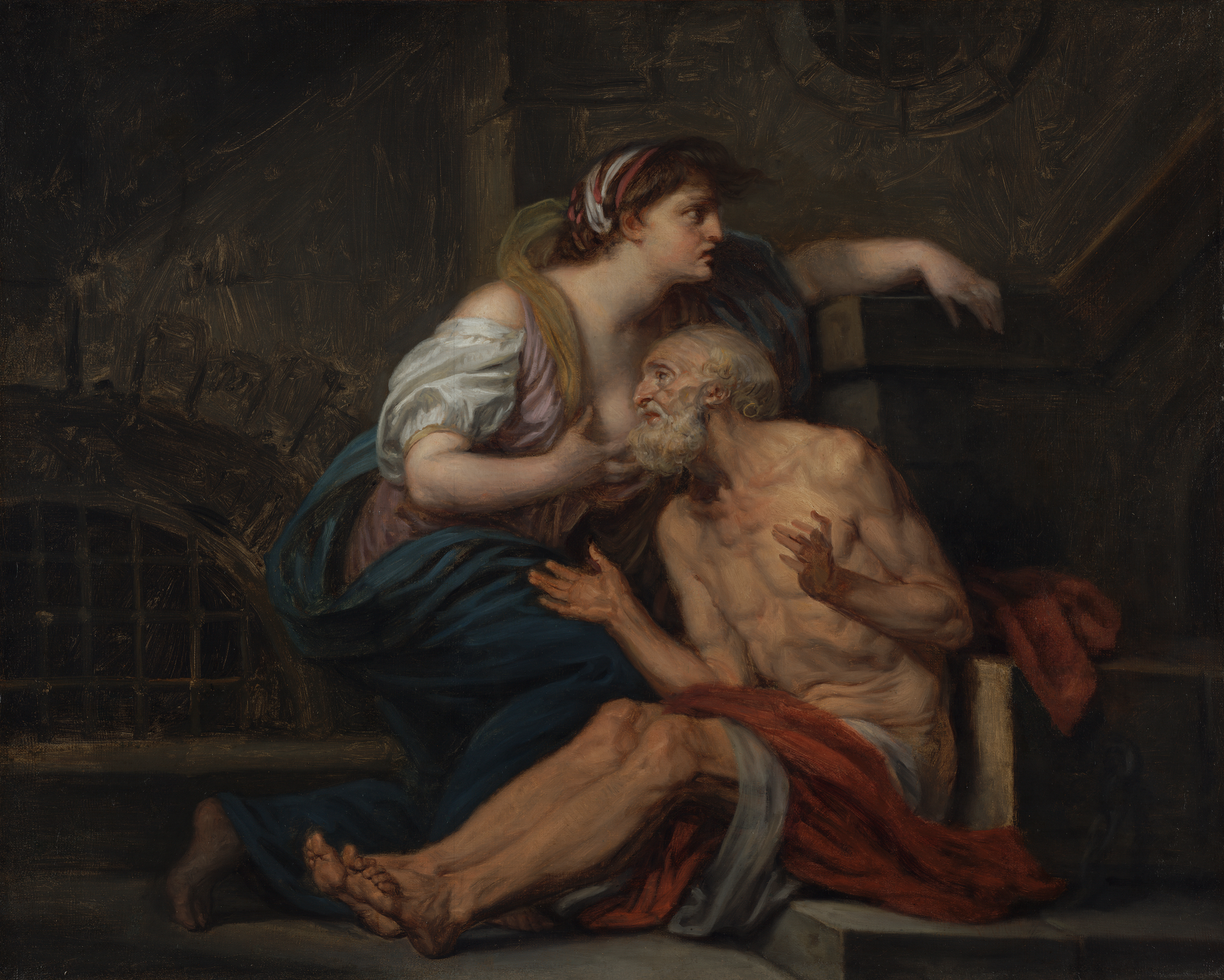
让-巴蒂斯特·格勒兹 （約1767年）
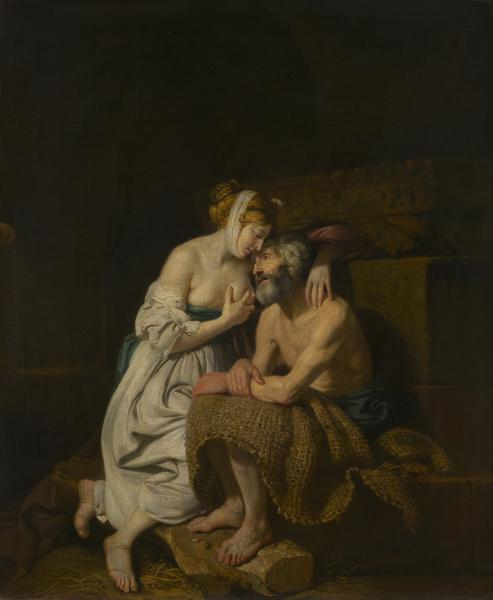
約翰·佐法尼 （約1769年）
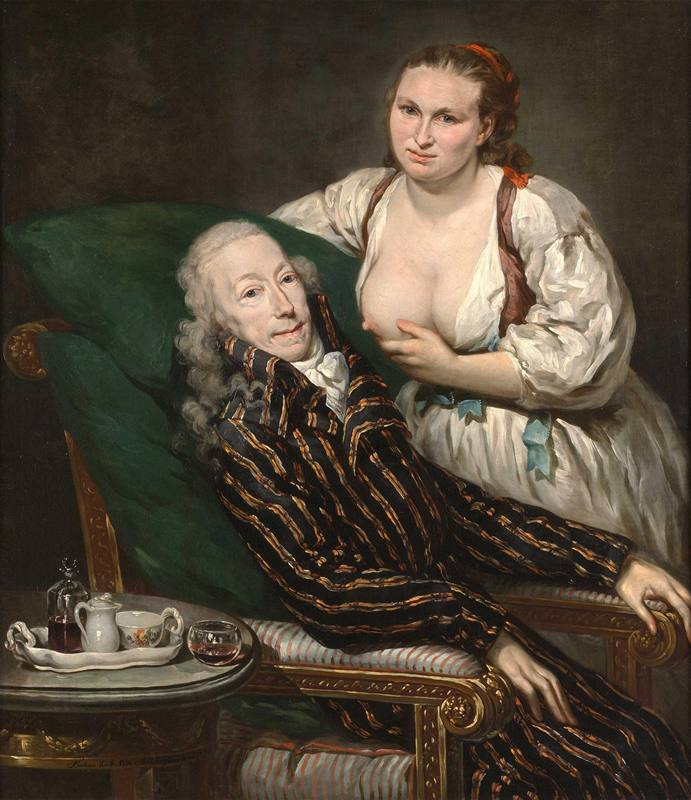
芭芭拉·克拉夫特（英语：Barbara Krafft） （1797年）
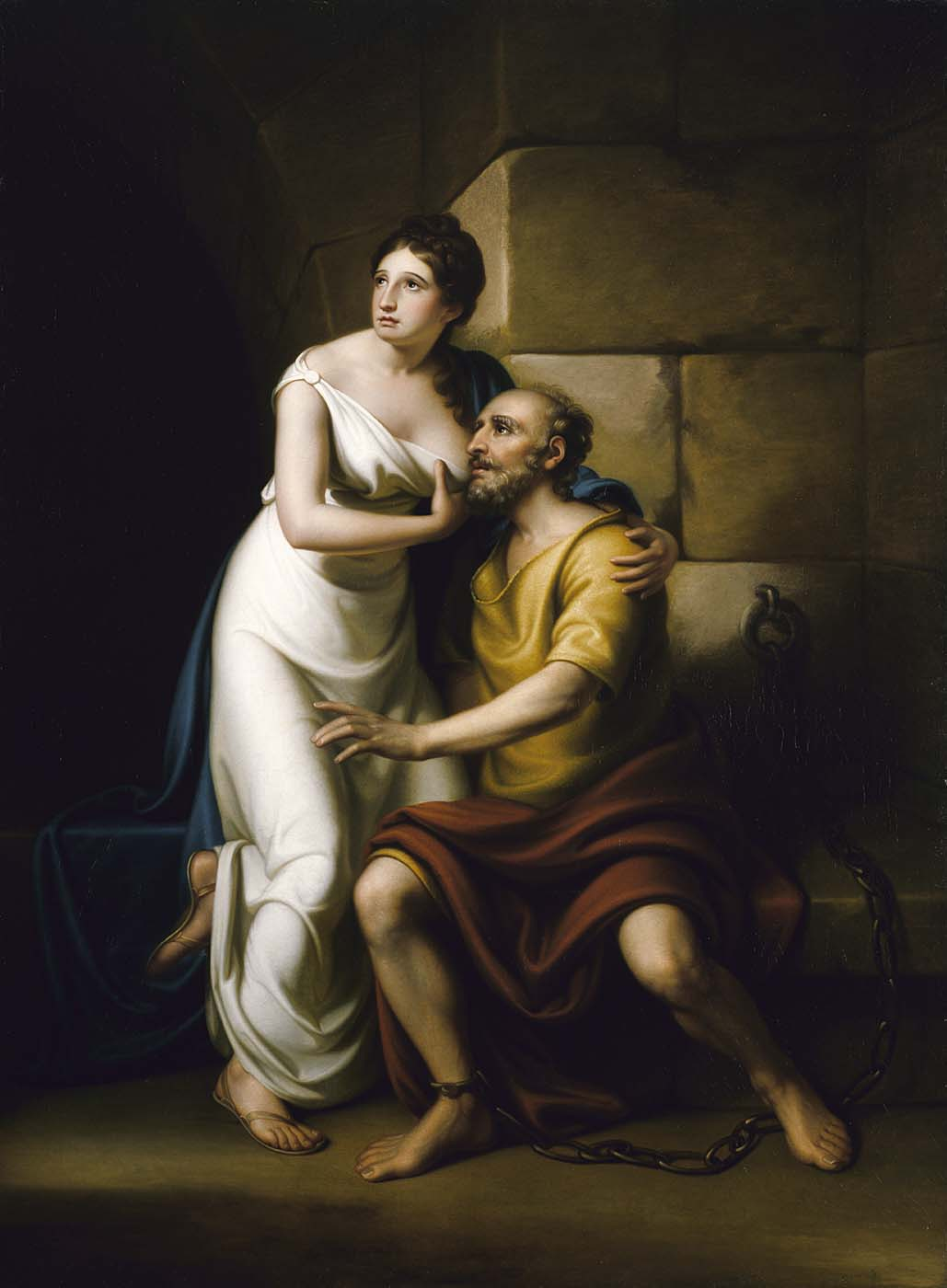
雷姆布蘭特·皮爾（英语：Rembrandt Peale） （1811年）